# نوردشتيرن بازل
نادي نوردشتيرن بازل لكرة القدم (بالإنجليزية: Football Club Nordstern Basel )‏ نادي كرة قدم سويسري يلعب في دوري الدرجة الرابعة. تم تأسيس النادي في سنة 1901 .